# T-27 (戦車)
T-27は、大戦間期に量産されたソ連の豆戦車（Танкетка）である。

## 概要
1920年代、ソ連軍は初の国産戦車MS-1またはT-18（ルノー FT-17 軽戦車を模倣した独自発展型）と組み合わせて使う偵察・連絡用のタンケッテを求めた。試作戦車T-16を元に、無砲塔のT-18のようなT-17タンケッテが作られ、T-21やT-25がペーパープランのみに終わり、さらにT-17の発展型であるT-23が試作された。
その後、イギリスで偵察用として量産された低コストの豆戦車・カーデン・ロイドMk.IVが現れた。これは軍縮で安価な戦車が求められたこともあり、16もの国に輸出され、各国で模倣・改良された。ソ連でも購入した26輌のカーデンロイドを25-VまたはK-25と命名して運用し、これをもとに改良したのがN.コズイレフの設計チームによるT-27である。DT機関銃（DP-28軽機関銃の車載型）を1丁備え、カーデンロイドのようなオープントップではなく、上部まで装甲板に守られ、防御力を高めていた。また、車体自体も大型化され、転輪が一つ増えている。40馬力のGAZ-AAガソリンエンジンを備え、機関銃を扱う車長と操縦士の2人が乗り込んでいた。
1931年から生産されたT-27は、1934年までに3,297両が生産された。ソ連機甲部隊の創設期において重要な地位を占め、30年代前半には中央アジアで反共勢力との戦いに用いられたが、やがてその役割はより大型な新型戦車にとって代わられていった。最大10 mm しかない装甲や射界の限定された武装の貧弱さはもちろんのこと、小型すぎて雪中や泥濘地で車体底面が接地して行動不能になるなど、機動性でも劣っていたためである。また、オチキス 37 mm 戦車砲や76.2 mm 歩兵砲や無反動砲、ロケット弾を搭載した自走砲型も試作されたが、採用されたものはない。
本車は1930年代の末までに実戦部隊から退き、訓練用に用いたり、多くが1940年6月までに45mm対戦車砲用の牽引車に改造された。また、重工業を持たないモンゴル人民共和国の、人民革命軍の機甲連隊創設時に供与されている。

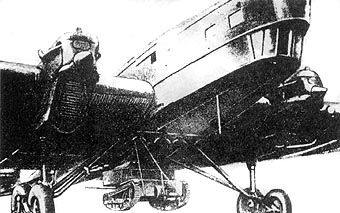
T-27豆戦車を搭載したTB-3爆撃機。1935年

特筆すべき派生型として、TB-3爆撃機に搭載した空挺戦車型がある。これは1940年6月に、ルーマニアのベッサラビア侵攻作戦の際に実戦投入された。